# Francisco de Brito Peixoto

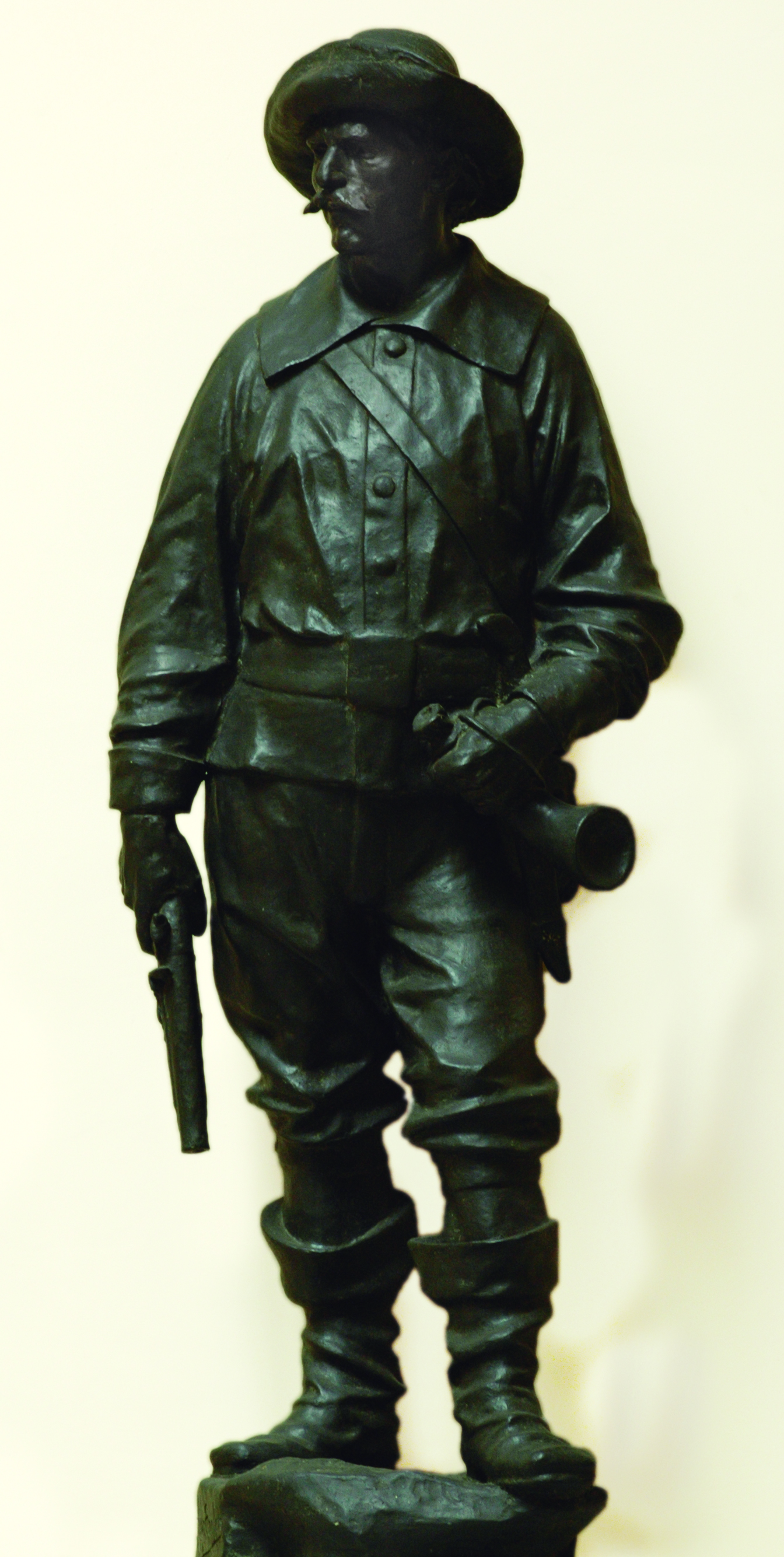
Francisco de Brito Peixoto, escultura de Adrien Henri Vital van Emelen, acervo do Museu Paulista.

Francisco de Brito Peixoto (São Vicente, 1650 — Laguna, 25 ou 31 de outubro de 1735) foi um bandeirante paulista, fundador, juntamente com seu pai Domingos de Brito Peixoto, da vila de Santo Antônio dos Anjos da Laguna em 1684, e mais tarde, entre 1715 e 1718, explorador e descobridor, à custa de seus cabedais, dos campos do Rio Grande de São Pedro do Sul. Também fez a ligação por terra de Laguna a Rio Grande, a Maldonado, à Colônia do Sacramento e a Montevidéu.
Em 1 de fevereiro de 1721 lhe foi passada por el-rei João V de Portugal a carta patente de capitão-mor das terras da Laguna e ilha de Santa Catarina e do Rio Grande de São Pedro por três anos, fazendo nela honrosa menção dos serviços por ele prestados.
No ano de 1726, Francisco de Brito Peixoto escreveu para o Rei:
"Mandei no serviço de S.M. que Deus Guarde, para o Rio Grande de São Pedro 31 homens à minha custa, e por capitão deles o meu genro João de Magalhães, a quem ordenei que chegando à paragem do Rio Grande escolhessem algum lugar que fosse mais conveniente para formarem as suas casas em forma de povoação e logo façam canoas de pau, suficientes para serventia de passagens de gado, encomendando-lhes também aquele zelo e diligência de passarem gado para esta parte da nossa campanha para a multiplicação, pois é um grande serviço que se faz a EI-Rei Nosso Senhor, enxotando-o para o meio da campanha para o dito gado tomar posse (...) Também se me oferece dizer a Vmc. que já desta banda do Rio Grande se acham 800 reses de gado vacum que mandei buscar das campanhas à minha custa (...) por entender que nisso fazia serviço a S.M. que Deus Guarde, para a multiplicação na campanha desta parte, e por não haver nela gado algum e ter capacidade para nela estarem milhões de gado, e na diligência de conduzir mais estou sempre (...) Também digo a Vme. que tenho adquirido a boa amizade dos índios minuanos (...) e ser conveniente ao real serviço a amizade destes gentios, por estarem as campanhas francas para delas se tirar quanto gado quiserem."
Em petição de 20 de agosto de 1732, solicita lhe fossem dados e a suas famílias uns campos e terras ao longo da praia, desde o rio Tramandaí, pelos gastos feitos "nos descobrimentos de tais campos e caminhos do Rio Grande de S. Pedro".
A respeito de Francisco de Brito Peixoto, o General João Borges Fortes, em sua obra "Rio Grande de São Pedro", observou que a ele deve-se o pioneirismo na ocupação das terras que ficam entre Laguna e Colônia do Sacramento, dando início à presença luso-brasileira no Rio Grande do Sul:
| “ | Estudando-se o processo de povoamento do Rio Grande do Sul a primeira figura com que se depara é a de Francisco de Brito Peixoto, que foi o pioneiro da conquista pacífica das terras que se interpõem entre a Laguna e a Colônia do Sacramento, ao longo da trilha litorânea. Fundador, com seu pai, Domingos de Brito Peixoto, da povoação da Laguna, levou Francisco as suas aventuras e descobertas pelo território a dentro [...] na procura de jazidas auríferas ou de prata, quer descendo para o Sul, até o grande estuário do Prata, na captura de gados e cavalos, perlustrando nessas investidas terras que, sob o domínio dos índios e jesuítas pertenciam de fato à soberania castelhana. Se essa soberania era exercida de fato, não era reconhecida de direito pela corte portuguesa que reivindicava para Portugal, com a existência da Colônia do Sacramento, o domínio senhorial da margem norte do Rio da Prata | ” |

## Vida familiar
Foi casado, mas não no papel, com Índia Carijó de nome Sevirina.
Seus restos mortais estão enterrados sob o altar-mór da Igreja Matriz Santo Antônio dos Anjos.
Morreu solteiro deixando uma filha natural, Ana de Brito Peixoto, nascida em Laguna, que foi casada com seu genro, João de Magalhães. Outra filha natural foi Maria de Brito Peixoto nascida em 1698 (Laguna) e falecida em 1772 (Viamão-RS)e casada com o espanhol Agostinho Guterres nascido em 1685 (Almanço, Valencia) e falecido em 1º de janeiro de 1763 (Viamão-RS), pais do Tenente Felipe Guterres. Conforme site GENI MyHeritage Company, ver nome de Francisco Brito Peixoto,
Silva Leme descreve a sua família no volume Vol II - Pág. 189  § 1.º (título Lemes) da sua «Genealogia Paulistana».